# Поїсти, поспати, померти
«Поїсти, поспати, померти» (швед. Äta sova dö, англ. Eat Sleep Die) — шведський драматичний фільм, знятий Ґабріелою Піхлер. Альтернативна назва: «Їж, спи, помри». Стрічка є режисерським дебютом Ґабріели Піхлер. За жанром картина — артхаусна побутово-соціальна драма. Автор фокусується на безробітті, нестачі грошей, ксенофобії, імміграції. Нерміна Лукач отримала безліч нагород за головну роль у цьому фільмі.

## Сюжет
Герої фільму — мусульманські емігранти: двадцятирічна Раша та її батько, які живуть в одному зі спальних районів регіону Сконе. Вони були змушені залишити свою батьківщину на Балканах, де ситуація вкрай нестабільна, і в будь-який момент можна стати жертвою насильства на релігійному чи етнічному ґрунті. Родина намагається якось звести кінці з кінцями, задовольняючись будь-якою роботою і постійно животіючи в бідності. Раша декілька років працювала фасувальницею на заводі, але раптово опиняється серед тих, хто потрапив під скорочення. Центр із працевлаштування «годує» їх обіцянками і вигадує безглузді заняття, які «допоможуть» у пошуку нової роботи. Незважаючи на проблеми зі здоров'ям, батько Раші змушений їхати на тимчасові заробітки до Норвегії.

## У ролях
- Нерміна Лукач — Раша
- Мілан Драґішіч — Батько Раші
- Джонатан Лампінен — Ніккі
- Петер Фельт — Петер
- Ружіца Піхлер — Розі

## Знімальна група
- Кінорежисери — Ґабріела Піхлер[sv]
- Сценаристи — Ґабріела Піхлер[sv]
- Кінопродюсери — Чайна Оландер[sv], Мартін Перссон[sv]
- Композитор — Andreas Svensson
- Оператор-постановник — Юхан Лундборг[sv]
- Кіномонтаж — Юхан Лундборг[sv], Ґабріела Піхлер[sv]
- Художник-костюмер — Сандра Вольтерсдорф

## Нагороди й номінації
Стрічка отримала приз глядацьких симпатій на Тижні критики Венеційського МКФ-2012.
На 48-й церемонії вручення премії «Золотий жук» (Guldbaggegalan 2013) від Шведського інституту кінематографії фільм номінувався у п'яти категоріях. Продюсер стрічки Чайна Оландер здобула нагороду в номінації «Кращий фільм». Ґабріела Піхлер була нагороджена двома преміями за кращу режисуру і кращий сценарій, а Нерміна Лукач, виконавиця головної ролі, отримала нагороду як краща актриса.
Кінофільм «Поїсти, поспати, померти» був номінований у 2013 році на здобуття кінопремії Північної Ради. У цьому ж році стрічка стала претендентом від Швеції на здобуття премії «Оскар» за найкращий фільм іноземною мовою. Однак фільм не потрапив до списку номінантів 86-ї церемонії вручення премії «Оскар».
Фільм увійшов до програми 43-го Київського міжнародного кінофестивалю «Молодість» (секція «Скандинавська панорама»). Він демонструвався в останній день фестивалю 27 жовтня 2013 року в кінотеатрі «Жовтень».
Рейтинг фільму на сайті IMDB: 6.50/10 (1 982 голосів).